# Zoopark Chomutov
Zoopark Chomutov (do prosince 2018 Podkrušnohorský zoopark Chomutov – PZOO Chomutov) zvaný také Zoo Chomutov je zoologická zahrada nacházející se na okraji Chomutova. Je jednou z nejmladších českých zoo, rozlohu však má největší.

## Historie

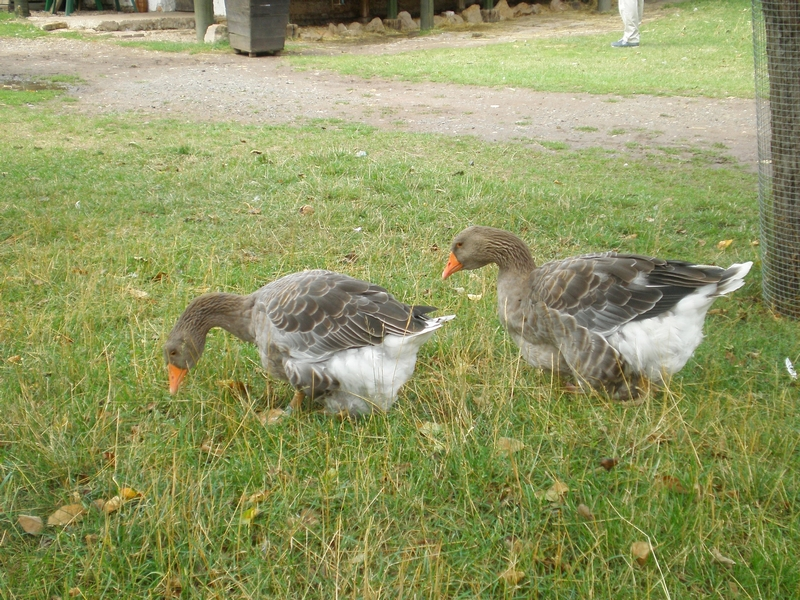
Husy divoké

V chomutovském městském parku byl již v roku 1932 otevřen pavilon akvária a terária s 94 druhy ryb, obojživelníků a plazů. Vznik dnešního zooparku se však datuje až k roku 1975, kdy Walter Markel úspěšně dovedl do konce svůj návrh vybudování rozsáhlého lesoparku navazujícího na Kamencové jezero na severovýchodním okraji Chomutova. Otevřen byl v květnu, Walter Markel se stal jeho ředitelem a prvními obyvateli byla méně náročná evropská zvířata jako daněk, jelen, zubr, muflon, rys, vodní ptactvo apod. Patřil pod správu městských kin, od níž se po pěti letech oddělil. V té době se již zoopark druhově rozrostl o vlky, bobry, jeřáby či kočky divoké a slavil úspěchy jako první československá zoo, které se podařilo odchovat kormorány a pelikány.

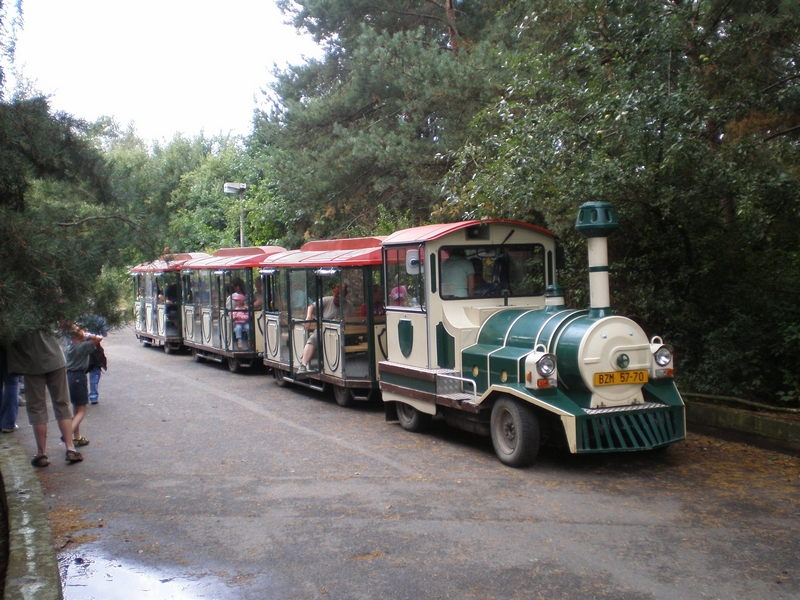
Lokálka Amálka

Původní Markelova koncepce zooparku se skanzenem Podkrušnohorské vesnice a přírodní rezervace byla rozšířena o projekt rekonstrukce Ahníkovského zámku, jenž musel ve stejnojmenné vesnici ustoupit těžbě uhlí. V roce 1991 odešel druhý ředitel zooparku, Jan Králíček, a od následujícího roku zoopark vedl Přemysl Rabas. Od srpna roku 2008 byla ředitelkou zooparku Iveta Rabasová. Přestože se z finančních důvodů muselo přistoupit k redukci původních plánů, bylo založeno Středisko ekologické výchovy, které pořádá ekologické výukové programy pro školy i veřejnost, a zoo získala nové druhy zvířat, mj. tuleně, orly mořské, supy bělohlavé či vzácné ibisy skalní, později přibyli např. atraktivní medvědi a rosomáci. V roce 2018 nastoupila Věra Fryčová, která byla v roce 2024 odvolána. Dočasným řízením zooparku byl koncem srpna 2024 pověřen Vlastimil Hubert.
I díky stále narůstající návštěvnosti v novém tisíciletí se zoopark rozhodl vrátit k původní myšlence skanzenu, už v roce 2000 byla dokončena výstavba statku s expozicí zemědělských strojů. Pohyb po areálu zoo začaly umožňovat také vláčky. Lokálka Amálka jezdí uvnitř zooparku a terénní Safari Expres slouží k transportu návštěvníků do skanzenu a během nočních prohlídek.
Od roku 2005 je velká část areálu zooparku chráněna jako evropsky významná lokalita Chomutov – zoopark s výskytem páchníka hnědého (Osmoderma eremita) a roháče obecného (Lucanus cervus) s celkovou rozlohou 44,38 hektarů.
Roku 2023 otevřel Zoopark medúzárium, jako jediná zoo v Česku a na Slovensku.

## Činnost

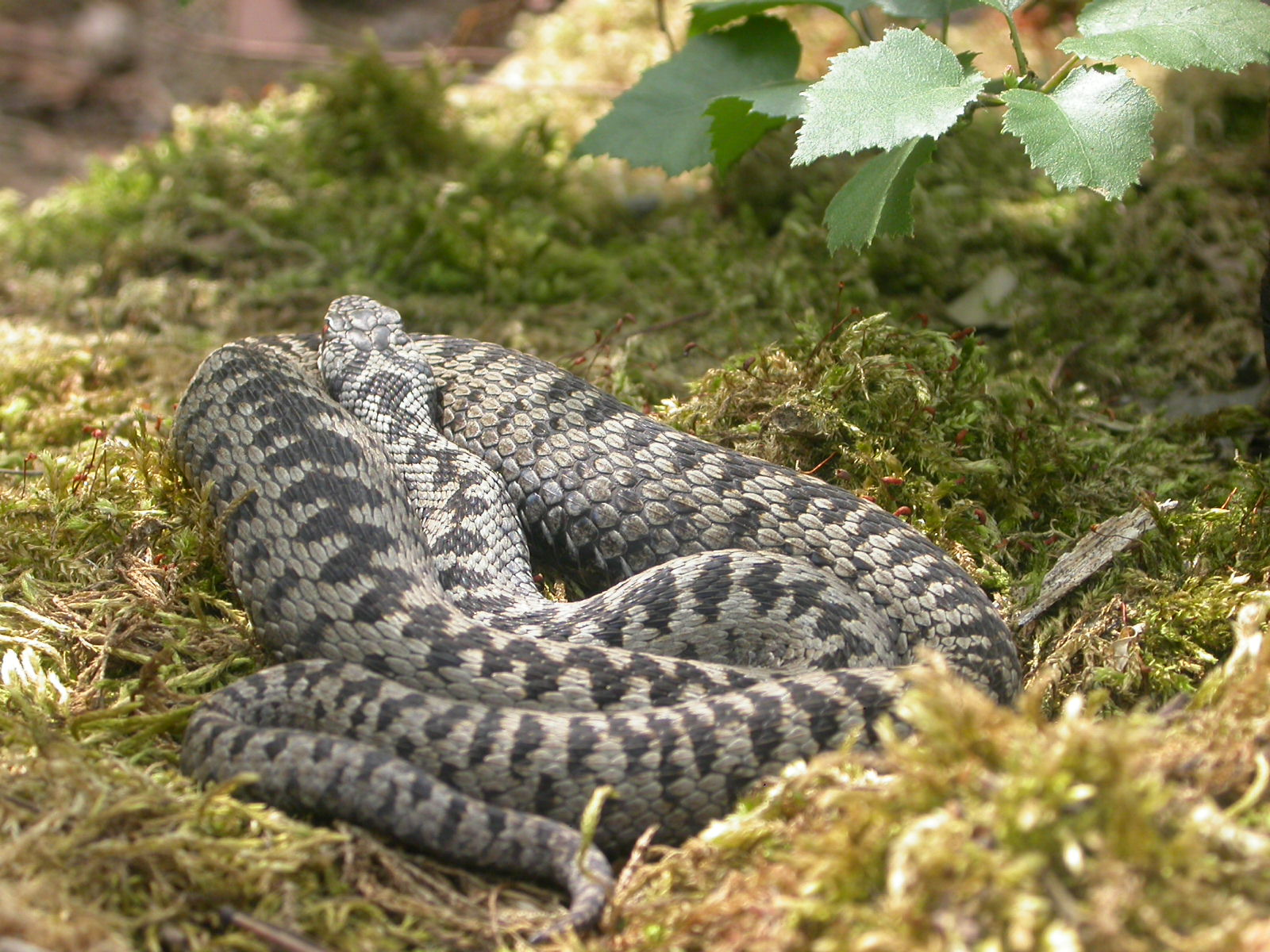
Zmije obecná, jeden z obyvatel zooparku

### Zoopark v číslech
Zoopark hospodaří na 112 hektarů ploch a je příspěvkovou organizací města Chomutova. Návštěvnost zooparku od roku 2000 stoupla o téměř sto tisíc na více než 251 tisíc v roce 2007. Počet zaměstnanců se pohybuje kolem 50–60 osob a celkové náklady v roce 2007 dosáhly výše 33 536 800 Kč.
Zoopark v současnosti chová 159 druhů zvířat (údaj ke 31. 12. 2018), mezi nimiž nechybí ani silně ohrožené druhy vedené v Červené knize IUCN a mezi návštěvníky oblíbená zvířata jako tuleň kuželozubý, velbloud dvouhrbý či zubr evropský.

### Členství v organizacích
PZOO Chomutov je členem Světové asociace zoologických zahrad a akvárií (World Association of Zoos and Aquariums), Unie českých a slovenských zoologických zahrad, Evropské asociace zoologických zahrad a akvárií a  Euroasijské asociace zoologických zahrad a akvárií. Zoo také spolupracuje s koordinátory Evropských chovných programů ohrožených druhů a vedoucími evropských i mezinárodních plemenných knih.

### Další činnost

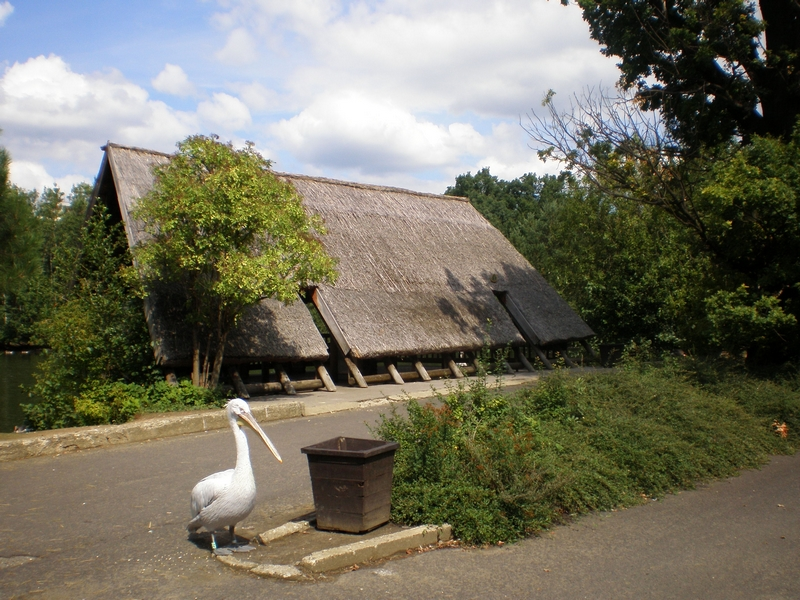
Pelikán kadeřavý nedaleko jezera

Součástí zooparku je skanzen Stará Ves – Centrum krušnohorského lidového umění, kde lze navštívit hrázděný statek s dobovým zařízením a výstavou starých zemědělských strojů a techniky, staroslovanskou a starogermánskou chýši, kapličku a funkční větrný mlýn holandského typu. K areálu statku patří stáje pro současných 11 koní sloužící mj. voltižnímu oddílu jezdeckého klubu PZOO. Kaplička je kopií stavby pocházející z 19. století, jež byla zbourána v šedesátých letech 20. století v téměř zaniklé vesnici Krupice v Doupovských horách. V centru Staré Vsi se nachází zrekonstruovaný rybník a lipová alej, která by měla v budoucnu vést k věži Ahníkovského zámku.
Zoopark provozuje Stanici pro handicapované živočichy a je zapojen do projektu Národní síť stanic pro handicapované živočichy a činnost záchranných center pro státem zabavené živočichy. Ve svých prodejnách zoopark obchoduje také se zbožím typu Fair Trade a BIO. Od roku 2001 PZOO vydává vlastní tiskový zpravodaj Oáza.

## Galerie

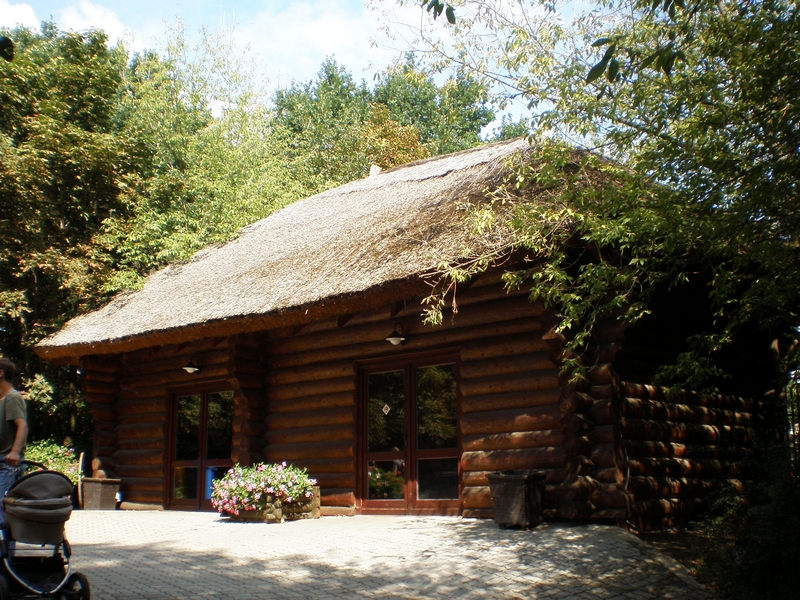
Pokladna
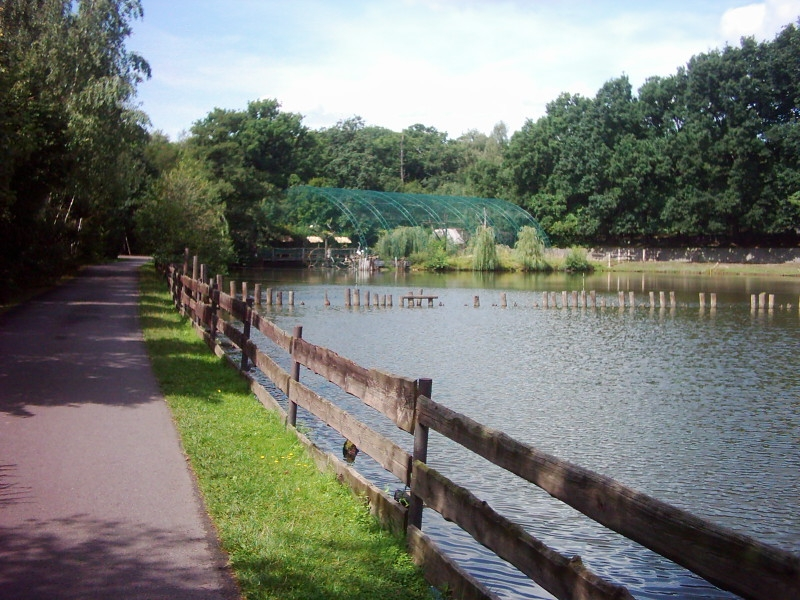
Voliéra u jezera
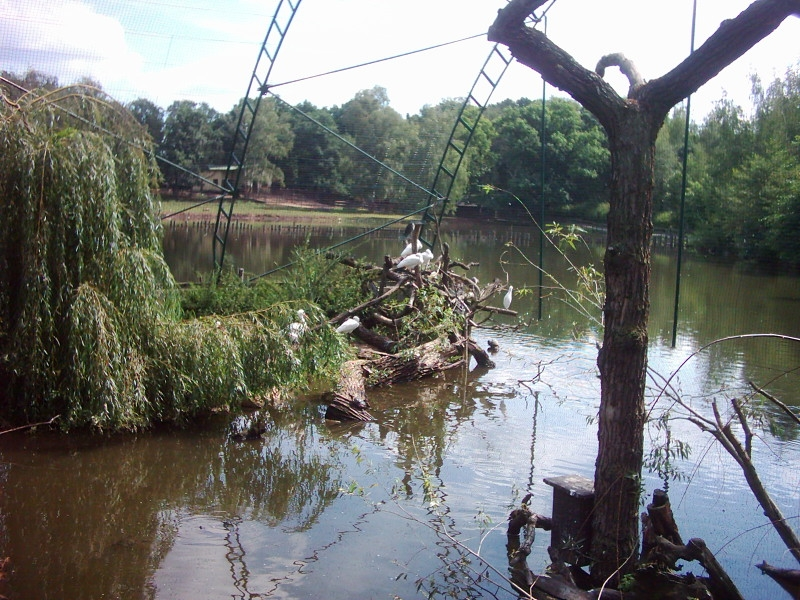
Voliéra uvnitř
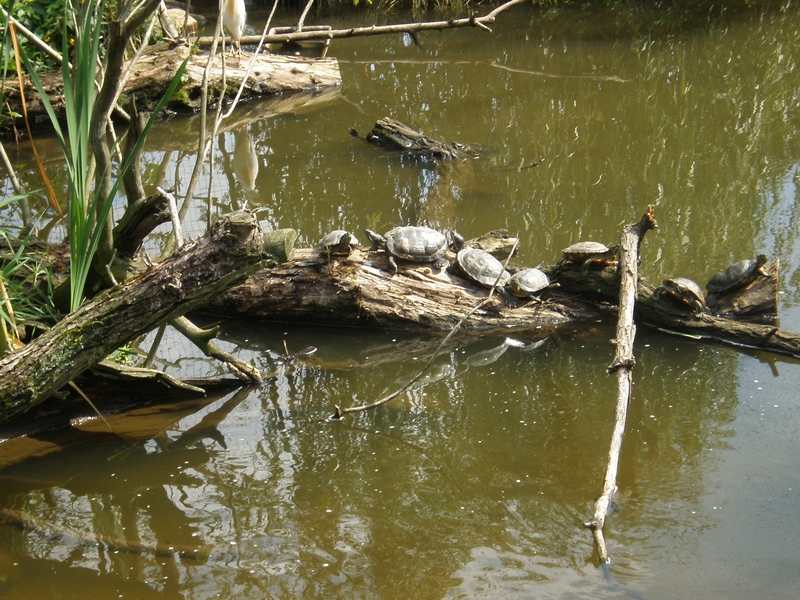
Želvy ve voliéře
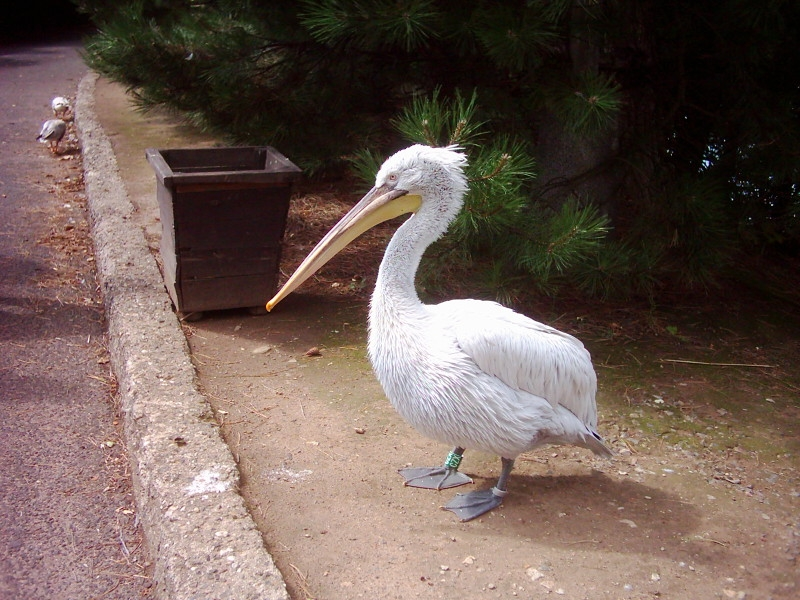
Pelikán
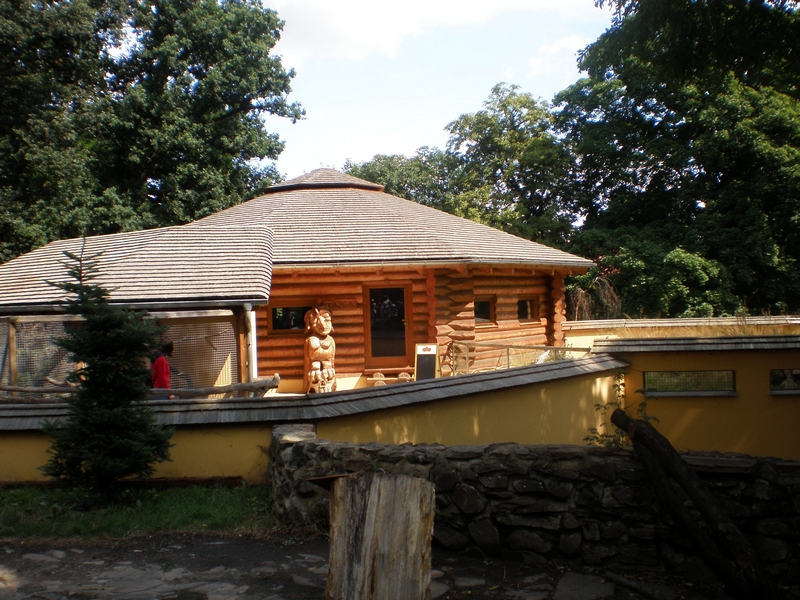
Tajga
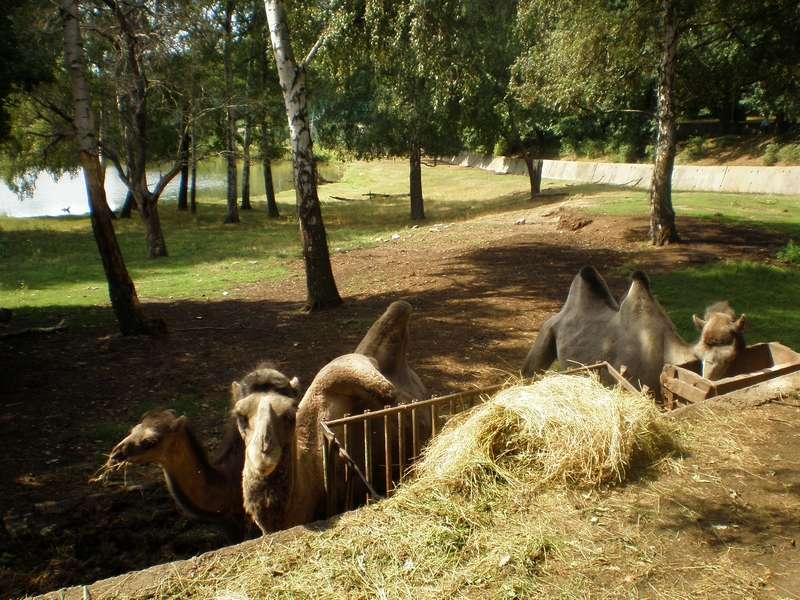
Velbloudi dvouhrbí
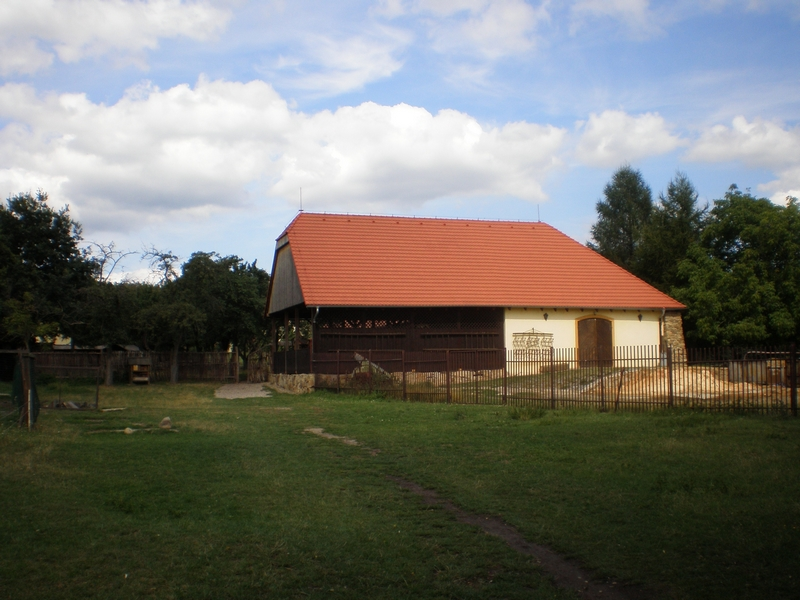
Stáje
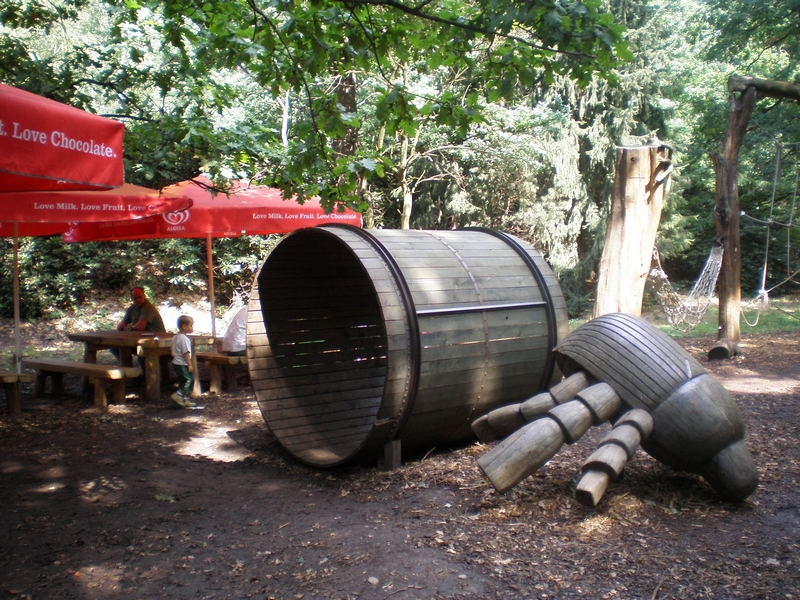
Dětské hřiště (1)
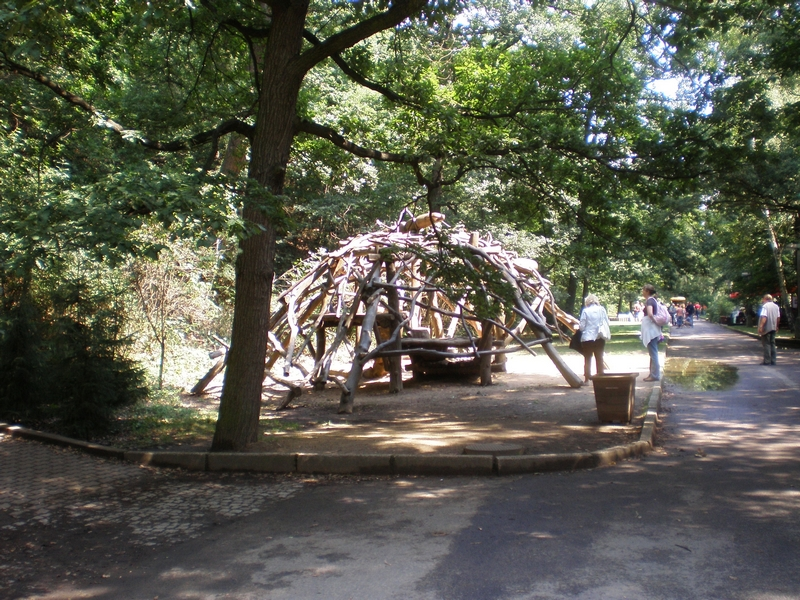
Dětské hřiště (2)
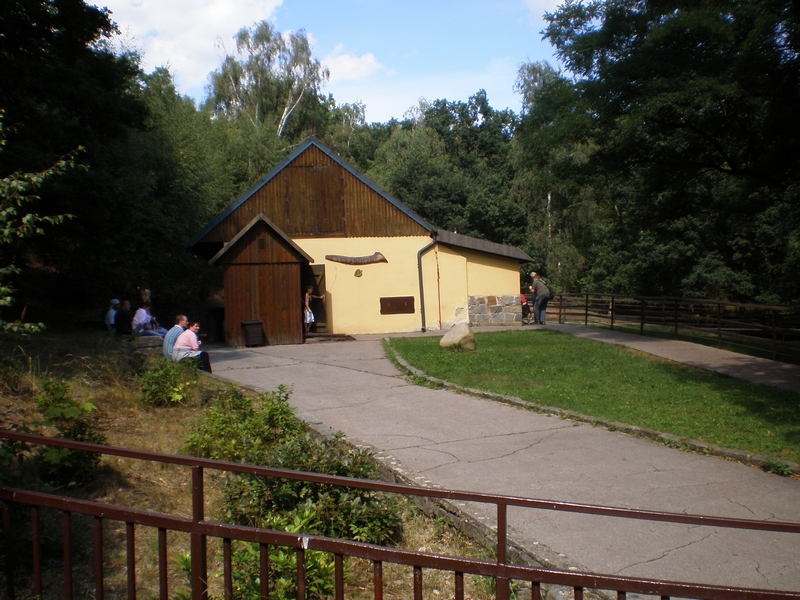
Terárium
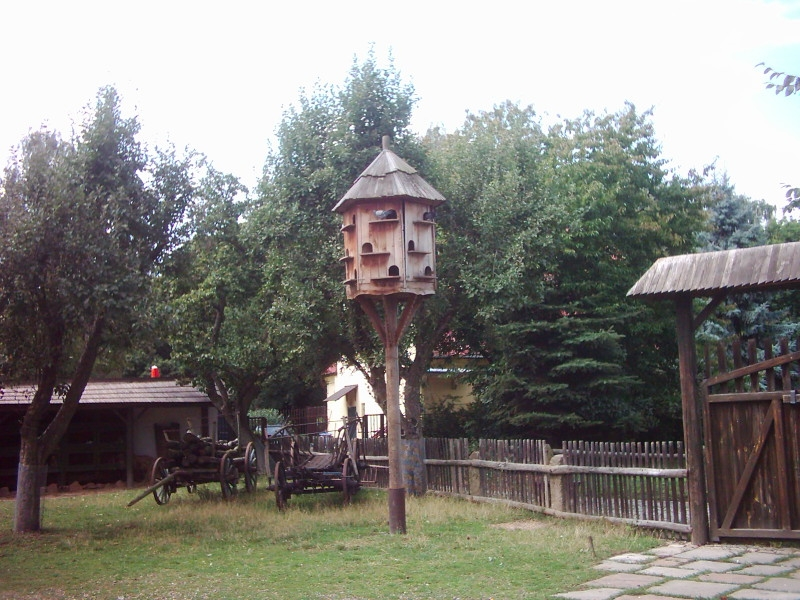
Holubník a zemědělské vozy na statku